# Jared Bush
Jared Bush é um diretor, roteirista e produtor norte-americano, mais conhecido por codirigir e coescrever o filme animado da Disney Zootopia em 2016, escrever o filme animado da Disney Moana no mesmo ano e cocriar e produzir a série animada da Disney XD, Penn Zero: Part-Time Hero. Ele também cofundou a produtora Dark Castle Entertainment.

## Carreira
Bush coescreveu o roteiro de Zootopia, da Walt Disney Animation Studios, e também codirigiu o filme junto com Byron Howard e Rich Moore. Ele se juntou ao projeto Zootopia logo no início, antes de evoluir de um filme de espionagem para um de polícia processual; Ele estava animado para trabalhar em um filme de espionagem porque seu pai e seu avô tinham trabalhado para a Agência Central de Inteligência.

## Filmografia
| Ano     | Título                      | Escritor | Codiretor | Outros | Nota |
| ------- | --------------------------- | -------- | --------- | ------ | --- |
| 2000    | DAG                         | Sim      |           |        | Escritor assistente                                                                                             |
| 2002    | What Lies Beneath           |          |           | Sim    | Assistente: Mr. Rapke                                                                                           |
| 2002    | Baby Bob                    | Sim      |           |        | Escritor da equipe, coprodutor, assistente de escritores                                                        |
| 2003    | Totally Outrageous Behavior | Sim      |           |        | |
| 2003    | Dumber and Dumber           | Sim      |           |        | |
| 2003–04 | Who Wants to Marry My Dad?  | Sim      |           |        | |
| 2003–07 | All of Us                   | Sim      |           | Sim    | Coprodutor |
| 2014    | Big Hero 6                  |          |           | Sim    | Liderança criativa: Walt Disney Animation Studios                                                               |
| 2014–17 | Penn Zero: Part-Time Hero   | Sim      |           | Sim    | Cocriador, compositor (1 episódio), produtor executivo                                                          |
| 2016    | Zootopia                    | Sim      | Sim       | Sim    | Codiretor, roteirista, história, voz de Pronk Oryx-Antlerson, liderança criativa: Walt Disney Animation Studios |
| 2016    | Moana                       | Sim      |           | Sim    | Roteirista, liderança criativa: Walt Disney Animation Studios                                                   |
| 2018    | Ralph Breaks the Internet   |          |           | Sim    | Liderança criativa: Walt Disney Animation Studios                                                               |
| 2021    | Encanto                     | Sim      | Sim       | Sim    | Codiretor, roteirista, liderança criativa: Walt Disney Animation Studios                                        |
| TBA     | Mancation                   | Sim      |           |        | |

## Prêmios e indicações
| Prêmio                                         | Data da cerimônia                          | Categoria                                                             | Por       | Destinatário(s) e candidato(s) | Resultado | Ref.  |
| ---------------------------------------------- | ------------------------------------------ | --------------------------------------------------------------------- | --------- | --- | --------- | ----- |
| BET Comedy Awards                              | 2005                                       | Outstanding Writing for a Comedy Series                               | All of Us | Jared Bush, Arthur Harris, Stacy A. Littlejohn, Lori Lakin, Jewel Wormley, Josh Wolf, Demetrius Andre Bady, Byron Hord, Ray Lancon, John Simmons, Rob Rosell, Chad Drew, Betsy Borns | Indicado  |       |
| Seattle Film Critics Award                     | 2017                                       | Melhor Filme de Animação                                              | Zootopia  | Jared Bush, Byron Howard, Rich Moore | Venceu    |       |
| Alliance of Women Film Journalists             | 21 de dezembro 2016                        | Melhor Filme de Animação                                              | Zootopia  | Jared Bush, Byron Howard, Rich Moore | Venceu    | [ 5 ] |
| Annie Awards                                   | 4 de fevereiro de 2017 (44th Annie Awards) | Outstanding Achievement for Writing in an Animated Feature Production | Zootopia  | Jared Bush e Phil Johnston | Venceu    | [ 6 ] |
| Science Fiction and Fantasy Writers of America | 20 de maio de 2017                         | Prêmio Ray Bradbury                                                   | Zootopia  | Jared Bush e Phil Johnston | Indicado  | [ 7 ] |